# Johanita Scholtz
Johanita Scholtz (Città del Capo, 25 gennaio 2000) è una giocatrice di badminton sudafricana.

## Palmarès
- Giochi panafricani

Rabat 2019: oro nel singolo femminile, bronzo nella gara a squadre e nel doppio femminile
- Campionati africani

Benoni 2017: bronzo nel doppio femminile
Kampala 2021: oro nel singolo femminile e nel doppio femminile
Benoni 2023: argento nel singolo femminile